# San Giacomo Vercellese
San Giacomo Vercellese ist eine Gemeinde in der italienischen Provinz Vercelli (VC), Region Piemont.

## Lage und Einwohner
San Giacomo Vercellese liegt 25 km nördlich von der Provinzhauptstadt Vercelli entfernt. Die Nachbargemeinden sind Arborio, Balocco, Buronzo, Rovasenda und Villarboit.
Das Gemeindegebiet umfasst eine Fläche von 9 km² und hat 264 Einwohner (Stand 31. Dezember 2023).